# Iaroslavski
Pour les articles homonymes, voir Yaroslavsky.
Iaroslavski (Муниципальный округ Ярославский) est un district municipal de la ville de Moscou, capitale de la Russie, dépendant du district administratif nord-est.

## Histoire

### Route de Iaroslavl
La route de Iaroslavl est l'une des plus anciennes voies menant de Moscou vers le nord. Elle tire son nom de sa direction vers la ville de Iaroslavl. Dans l'Antiquité, elle était appelée route de Pereslavl, d'après la ville de Pereslavl-Zalesski, plus proche de Moscou, et route de la Trinité, en référence au monastère de la Trinité-Saint-Serge. Jusqu'à l'intégration de sa section initiale dans l'avenue Mira le 13 décembre 1957, la route commençait au viaduc de Krestovski et se prolongeait jusqu'à Novo-Ostankino, où elle devenait la Grande rue Alexeïevskaïa, puis la Grande rue Rostokinskaïa. Le nom de route de Iaroslavl a été réattribué à cette voie uniquement au nord de la ligne de chemin de fer de ceinture de Moscou (MKZhD). Ces rues ont été intégrées à la route le 11 novembre 1955.
Le territoire actuel du district de Iaroslavl s'est formé à partir de villages situés le long de la route de la Trinité: Krasnaïa Sosna, Myza Raïevo, Malye Mytishchi et une partie de la ville de Babouchkine. Le développement de cette zone a été favorisé par l'ouverture de la ligne de chemin de fer Moscou-Iaroslavl: la gare de «Losinoostrovskaïa» a été inaugurée en 1902, et celle de «Los» en 1929. En 1960, lors de la construction de l'anneau routier de Moscou (MKAD), ces localités ont été intégrées à Moscou, d'abord dans le district de Dzerjinski, puis en 1969, le district de Babouchkine a été créé. À la fin des années 1970, presque toutes les constructions en bois et les datchas ont été démolies. Depuis 1991, une partie du district de Babouchkine a été séparée pour former l'actuel district de Iaroslavl.
C'est par la route de la Trinité que Mikhaïl Lomonossov est arrivé à Moscou. Aujourd'hui, un monument en l'honneur du scientifique est érigé dans le district. Le territoire du district est traversé par l'aqueduc de Mytishchi. Jusqu'en 1997, un aqueduc similaire à celui de Rostokino enjambait la rivière Itchka.

En mai 2017, la majorité des maisons de faible hauteur du district ont été incluses dans la liste des bâtiments soumis à un vote des résidents pour leur intégration dans le programme de rénovation du logement. À l'issue du vote, 53 maisons seront démolies.

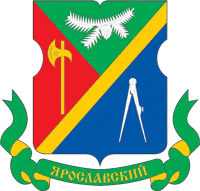
Armes du district
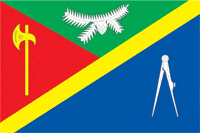
Drapeau du district

## références
1. ↑  Дачи и окрестности Москвы: путеводитель с приложением 24 планов дачных местностей и карты окрестностей Москвы, Мосрекламсправиздат,‎ 1930 (lire en ligne)
2. ↑  (ru) « Вопросы реновации: дореволюционные и сталинские дома под снос », РБК Недвижимость,‎ 4 mai 2017 (lire en ligne [archive du 6 novembre 2024], consulté le 20 février 2025)